# Основной закон ФРГ
Основной закон для Федеративной Республики Германия (нем. Grundgesetz für die Bundesrepublik Deutschland), или коротко основной закон, Грундгезетц (нем. Grundgesetz, GG) — конституция Германии, в которой закреплены основы правовой и политической системы страны. Основной закон был принят в 1949 году в качестве закона, временно заменяющего конституцию на территории западных оккупационных зон и затем продолжил своё действие в ФРГ, а с 1990 года является полноценной конституцией объединённой Германии. Особое значение в Основном законе страны, пережившей опыт национал-социализма, приобрели основные гражданские права.

## История принятия
На встрече министр-президентов одиннадцати земель западной зоны оккупации, состоявшейся с 8 по 10 июля 1948 года в Кобленце, было решено не создавать на территории Тризонии полноценного государства, которое могло бы окончательно закрепить раздел Германии. Вместо этого было принято решение о создании временной государственной единицы, которая ни в коем случае не должна была иметь характер государства. По этой причине было решено вместо конституции (нем. Verfassung) принять основной закон (нем. Grundgesetz), который бы обеспечивал единообразное управление западных зон оккупации, а вместо Конституционного собрания созвать Парламентский совет. По этой же причине принципиально отвергалось проведение голосования по утверждению закона на всенародном референдуме. Хотя западные оккупационные державы с самого начала выступали за принятие полноценной конституции путём референдума, министр-президенты смогли отстоять свою точку зрения.
Таким образом, основной закон разрабатывался, как документ, который не являлся полноценной конституцией всего немецкого народа, а задумывался лишь как временный закон, который, согласно его же статье 146, должен был быть впоследствии заменён новой полноценной конституцией, принятой уже всем немецким народом в результате референдума. Даже сама преамбула основного закона содержала указание на его временный характер до объединения Германии и принятия новой конституции.
8 мая 1949 года в Бонне прошла встреча Парламентского совета — органа, созданного для разработки основного закона, на которой этот закон был принят 53 голосами против 12. Председатель парламентского совета, Конрад Аденауэр, первым поставил свою подпись на принятом документе. В последующие дни западные оккупационные державы также утвердили принятие основного закона, и земельные парламенты десяти из одиннадцати земель (кроме Баварии) западной зоны оккупации также проголосовали за новую конституцию. Текст закона был официально провозглашён 23 мая 1949 года. Этот день стал днём рождения Федеративной Республики Германия.
В основной закон в 1949 году были инкорпорированы статьи 136, 137, 138, 139 и 141 Веймарской конституции, которые действуют до настоящего времени. Прочие нормы Веймарской конституции, не противоречившие Основному закону, действовали в качестве обычного права ФРГ до 60-х годов.

## Область действия основного закона
Вступивший в силу в 1949 году основной закон в статье 23 указывал, что он распространяет своё действие первоначально не на всю Германию, а лишь на конкретные немецкие земли, а в других частях вступит в действие после их присоединения к области действия основного закона (нем. Geltungsbereich des Grundgesetzes). Уже тогда такая формулировка предполагала возможное расширение сферы действия основного закона.
Этот основной закон действует, в первую очередь, на территории земель Баден, Бавария, Бремен, Большой Берлин, Гамбург, Гессен, Нижняя Саксония, Северный Рейн-Вестфалия, Рейнланд-Пфальц, Шлезвиг-Гольштейн, Вюртемберг-Баден и Вюртемберг-Гогенцоллерн. В других частях Германии он входит в силу после их вступления.Основной закон ФРГ, ст. 23 в редакции 1949 года.
В 1952 году земли Вюртемберг-Баден, Баден и Вюртемберг-Гогенцоллерн были объединены в единую землю Баден-Вюртемберг. С 1 января 1957 года после проведённого референдума и подписания Люксембургского договора с Францией в состав ФРГ и в сферу действия основного закона вошла находившаяся после 1945 года под французским протекторатом Саарская область — в виде земли Саар. Несмотря на все эти изменения текст статьи 23, а также преамбула основного закона до 1990 года оставались неизменными, таким образом, не называли новые земли Баден-Вюртемберг и Саар.
Особое место в основном законе занимал Берлинский вопрос. С одной стороны, Берлин не перечислялся в преамбуле основного закона как территория, народ которой принимает этот закон, с другой же — Большой Берлин (то есть формально даже весь Берлин) упоминался в статье 23 как территория, входящая в первоначальную область действия основного закона. Однако это противоречило воле оккупационных держав, которые рассматривали Берлин вне зоны действия основного закона ФРГ. По этой причине, например, все изданные в ФРГ законы содержали так называемую берлинскую оговорку, обеспечивающую законам ФРГ возможность действия в Западном Берлине.
После мирной революции в ГДР существовало два пути воссоединения Германии:
- добровольное вступление ГДР в область действия «основного закона» (согласно статье 23)
- потеря силы «основного закона» и принятие новой «общегерманской» конституции всем немецким народом на референдуме (согласно статье 146).

После первых свободных выборов в Народную палату ГДР в марте 1990 года в ГДР к власти пришли партии, выступающие за «быстрый» путь воссоединения Германии по статье 23. Уже 23 августа 1990 года Народная палата ГДР приняла решение о вступлении ГДР в область действия основного закона ФРГ, согласно статье 23 этого закона. Согласно некоторым ранним комментариям основного закона ФРГ, статья 23 гарантирует всем немецким землям безоговорочное право на вступление в сферу действия этого закона, таким образом ФРГ даже теоретически не могло бы отказать ГДР в просьбе о вступлении.
Таким образом, с течением времени «Основной закон для Федеративной Республики Германия» утвердился в качестве конституции ФРГ, а с 3 октября 1990 года является и конституцией всего немецкого народа, о чём свидетельствует текст преамбулы и статьи 146 в принятой после 1990 года новой редакции.

## Процедура по внесению изменений
Изменение «Основного закона» требует поддержки как бундестага, так и бундесрата. При этом, статья 1, гарантирующая соблюдение прав человека, и статья 20, описывающая государственные принципы демократии, правового и социального государства, не могут быть изменены. В результате многочисленных изменений и дополнений размер текста «Основного закона» через 60 лет после принятия в три раза превышает его первоначальный размер и становится всё более сложным.

## Комментарии
1. ↑  «Осознавая свою ответственность перед Богом и людьми, воодушевленный стремлением служить равноправным членом в объединенной Европе ради мира во всем мире, немецкий народ, исходя из своей конституционной власти, принял этот Основной закон. Немцы в землях Баден-Вюртемберг, Бавария, Берлин, Бранденбург, Бремен, Гамбург, Гессен, Мекленбург-Передняя Померания, Нижняя Саксония, Северный Рейн-Вестфалия, Рейнланд-Пфальц, Саар, Саксония, Саксония-Анхальт, Шлезвиг-Гольштейн и Тюрингия добились единства и свободы Германии в свободном самоопределении. Этот Основной закон распространяется на весь немецкий народ»[7]